# Заскок
Заскок (алб. Zaskok) је насељено место у општини Урошевац, на Косову и Метохији. Према попису становништва из 2011. у насељу је живело 643 становника.

## Становништво
Према попису из 2011. године, Заскок има следећи етнички састав становништва:
| Националност | 2011.        |
| Албанци      | 640 (99,43%) |
| Бошњаци      | 2 (0,32%)    |
| Турци        | 1 (0,16%)    |
| Укупно       | 643          |

| Демографија | Демографија | Демографија |
| Година      | Становника  | Становника  |
| ----------- | ----------- | ----------- |
| 1948.       | 711         |             |
| 1953.       | 766         |             |
| 1961.       | 886         |             |
| 1971.       | 1.070       |             |
| 1981.       | 1.281       |             |
| 1991.       | 1.441       |             |
| 2011.       | 643         |             |